# Mănăstirea Kopan
Mănăstirea Kopan este o mănăstire budistă din Tibet, lângă Budhanilkantha, la marginea capitalei Kathmandu, Nepal. Este membră a Fundației pentru Conservarea Tradiției Mahayana (FPMT), o rețea internațională de centre Gelugpa dharma, și a fost cândva sediu al acesteia.
Mănăstirea a fost înființată de fondatorii FPMT, Lama Thubten Yeshe și Thubten Zopa Rinpoche, care au cumpărat proprietatea de la astrologul regal al Nepalului în 1969. Numele ei provine de la numele dealului pe care a fost construită.
Kopan a devenit deosebit de celebru pentru predarea budismului către vizitatorii occidentali. Primul dintre cursurile de meditație anuale care are loc în lunile noiembrie-decembrie a avut loc în 1971. Aceste cursuri combină, în general, învățăturile tradiționale Lam Lam cu discuții informale, mai multe perioade de meditație ghidată și o dietă vegetariană.
Kopan include acum două instituții separate: mănăstirea, deasupra dealului Kopan, și Mănăstirea de măicuțe Khachoe Ghakyil Ling din apropiere (cunoscută sub numele de Mănăstirea Kopan). Mănăstirea a fost înființată în 1979 de Lama Yeshe pentru a oferi educație spirituală și practică modelată pe cea primită de călugări. În 2009, mănăstirea a început să strângă bani pentru a-și extinde locuințele și capacitățile folosite pentru educație, care a crescut de la 4 la 400 în mai puțin de 35 de ani, folosind site-uri precum GoFundMe.
Mănăstirea Kopan a devenit, de asemenea, recent o destinație de agrement populară pentru rezidenții și turiștii din Kathmandu. Sâmbătă primește în mod regulat sute de vizitatori. Mănăstirea nu este deschisă publicului în alte zile ale săptămânii.